# Oxigénio líquido

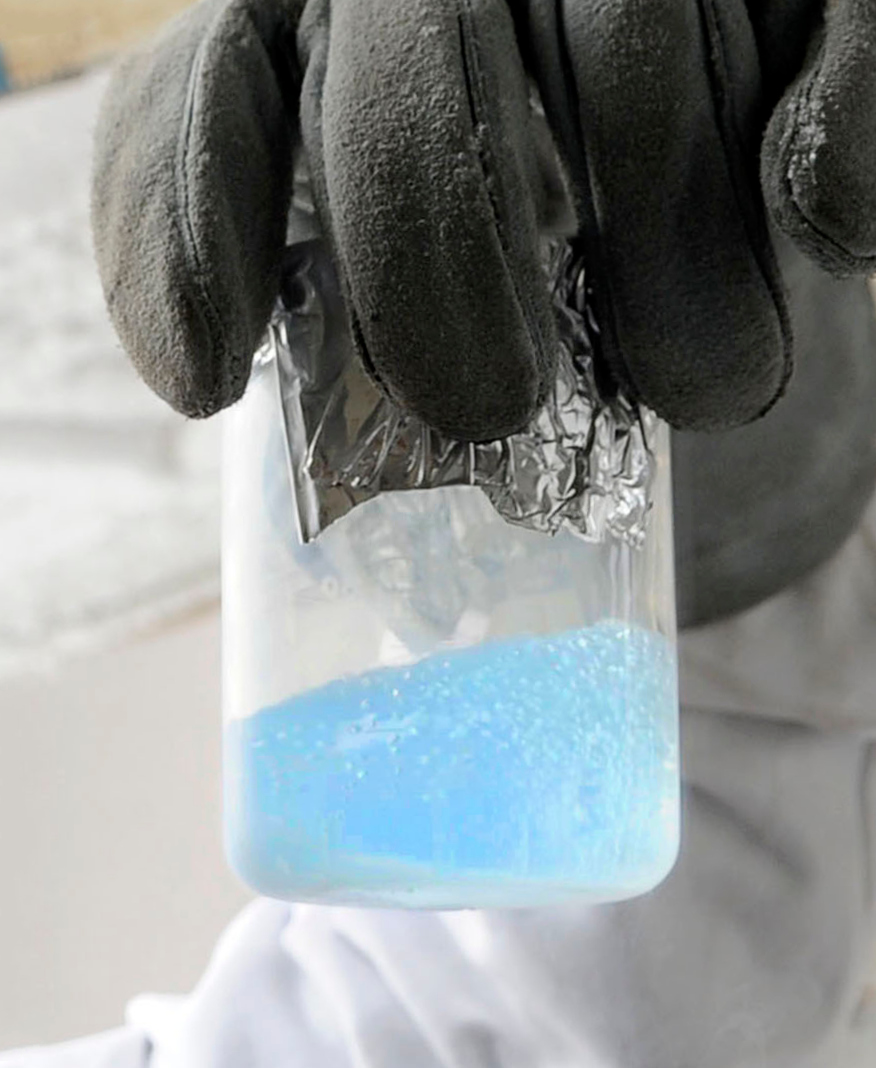
Oxigênio líquido.

O oxigénio líquido (português europeu) ou oxigênio líquido (português brasileiro), também denominado por LOx, LOX ou Lox pela indústria aeroespacial, é uma das formas do gás oxigénio. É extraído do ar atmosférico por liquefação fracionada. Ele apresenta uma cor  azulada e é fortemente paramagnético. Nas CNTP (Condições Normais de Temperatura e Pressão), o oxigénio torna-se líquido à temperatura -182,96 °C (ponto de ebulição) e seu ponto de fusão é de −222,65 °C). No estado líquido, sua densidade é de 1,141g/cm³, sendo moderadamente criogênico. O volume de um litro de oxigénio na forma liquida equivale aproximadamente ao de 860 litros de oxigénio gasoso.
Utiliza-se principalmente na área aeroespacial e militar como oxidante dos combustíveis e para produção de explosivos, sua utilização secundária é para fins industriais e médicos.
Outra maneira de se obter o oxigênio líquido é elevar o oxigênio a baixas temperaturas por um grande tempo. Mas usando esse modo de preparo o contato com o oxigênio pode causar queimaduras e imobilidade da parte exposta por tempo indeterminado.